# کاکائو گیمز
کاکائو گیمز (انگلیسی: Kakao Games) شرکت بازی ویدئویی کره‌ای است، که در سال ۲۰۰۰ تأسیس شد.